# Meczet w Łowczycach
Meczet w Łowczycach (biał. Лоўчыцкая мячэць, trb. Łouczyckaja miaczeć; ros. Ловчицкая мечеть, trb. Łowczickaja mieczetʹ) – drewniany meczet tatarski znajdujący się na Białorusi we wsi Łowczyce w rejonie nowogródzkim, w obwodzie grodzieńskim.

## Historia

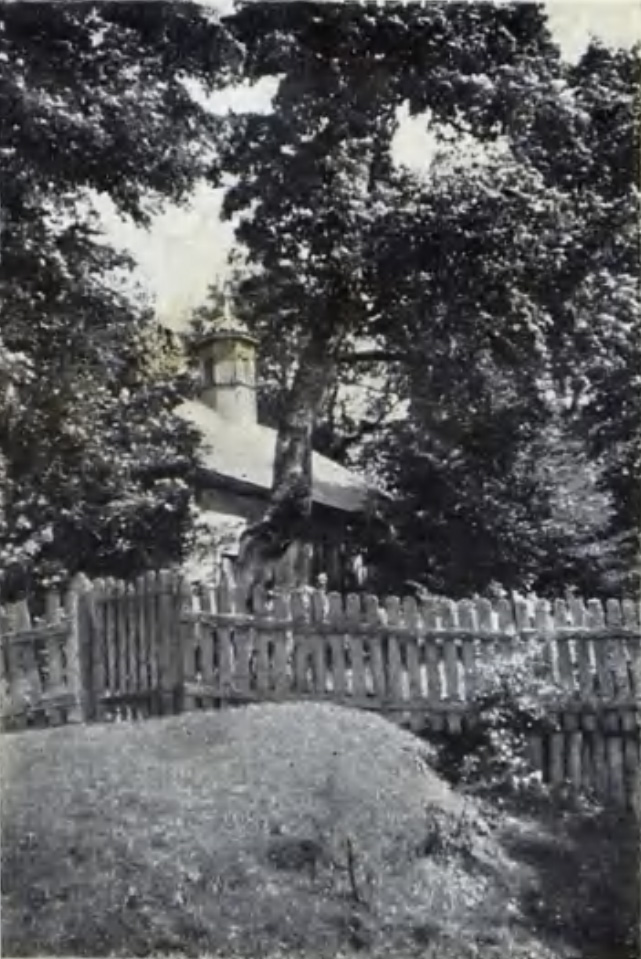
Meczet w Łowczycach (1938)

Według tradycji parafia muzułmańska (dżemiat) w Łowczycach jest jedną z najstarszych na terenie dawnego Wielkiego Księstwa Litewskiego. Istnieć miała już w 1420 roku; datę tę podaje tatarski historyk Stanisław Kryczyński, powołując się na miejscowe legendy. Teren pod budowę pierwszego łowczyckiego meczetu wytyczono najpóźniej w 1558 roku, jednak zdaniem rosyjskiego badacza Stanisława Dumina świątynia została wzniesiona już w latach 30. XVI wieku. W tym czasie Łowczyce wraz z okolicznymi ziemiami były własnością kniazia Mortuzy Bohatyrewicza, tłumacza króla Zygmunta Starego.
Budynek w swoim obecnym kształcie istnieje najprawdopodobniej od 1688 roku (taki rok podaje Leon Najman-Mirza Kryczyński). Datuje się go jednak również na okres późniejszy (lata 1820–1840). Meczet jako siedziba miejscowego dżemiatu i ze względu na swoje znaczenie dla lokalnej tatarskiej społeczności określany jest mianem dżami. Obszar łowczyckiej parafii obejmował cały powiat nowogródzki. W 1792 roku Tatarzy z Nowogródka otrzymali pierwszy królewski przywilej na budowę własnej świątyni, którą oddano do użytku w 1796 roku. Stanowiła ona jednak filię dżemiatu w Łowczycach.
Na przełomie XIX i XX wieku tutejsza parafia nadal funkcjonowała, choć Łowczyce zamieszkiwało jedynie około stu osób i znajdowało się tu 12 gospodarstw. W latach dwudziestolecia międzywojennego władze II RP objęły meczet ochroną prawną jako zabytek. Po II wojnie światowej komunistyczne władze Białoruskiej SRR początkowo zabroniły Tatarom remontowania budynku, a z czasem świątynia została całkowicie zamknięta. Meczet ulegał stopniowemu zniszczeniu – jego dach uległ zawaleniu, a podłoga była przegniła.
W 1990 roku wykonano wstępny projekt odbudowy świątyni oraz zabezpieczono środki finansowe na ten cel. W czerwcu 1999 roku rozpoczęły się prace remontowe prowadzone we współpracy m.in. ze Związkiem Tatarów Rzeczypospolitej Polskiej oraz polską fundacją Res Publica Multiethnica. Meczet po renowacji został uroczyście otwarty 5 lipca 2002 roku.

## Architektura
Meczet jest drewnianym budynkiem o konstrukcji zrębowej, wzniesionym na rzucie prostokąta. Od frontu do świątyni przylega niewielki przedsionek. Budowla kryta jest czterospadowym dachem, pośrodku którego znajduje się przypominający wieżę kościelną minaret, nawiązujący formą do prawosławnych i unickich cerkwi z XVI i XVII wieku. Wewnątrz meczetu wydzielony jest mihrab.
Obok meczetu znajduje się tatarski mizar (cmentarz), na którym zachowały się nagrobki członków niektórych tatarskich rodów zamieszkujących Łowczyce, w tym również tych będących właścicielami wsi i okolicznych ziem. Znajduje się tu również czczona przez Tatarów mogiła, w której spoczywać ma aulija Kontuś, postać legendarna, stanowiąca jedyny zachowany do czasów współczesnych przykład tatarskiego kultu świętych. Według dwóch podań, spisanych w 1859 i 1861 roku, Kontuś miał wykazywać cudowną i nadprzyrodzoną umiejętność natychmiastowego przenoszenia się z Łowczyc do Mekki i z powrotem.

## Galeria

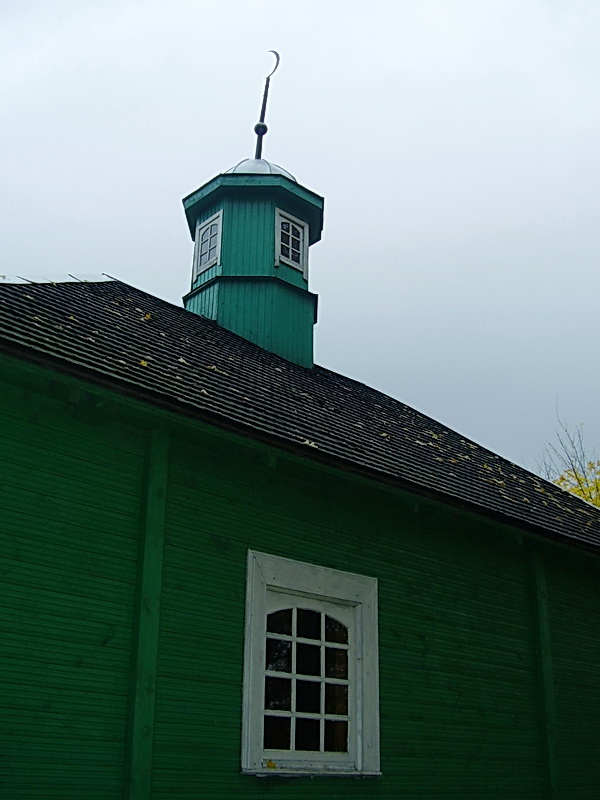
Minaret meczetu (2013)
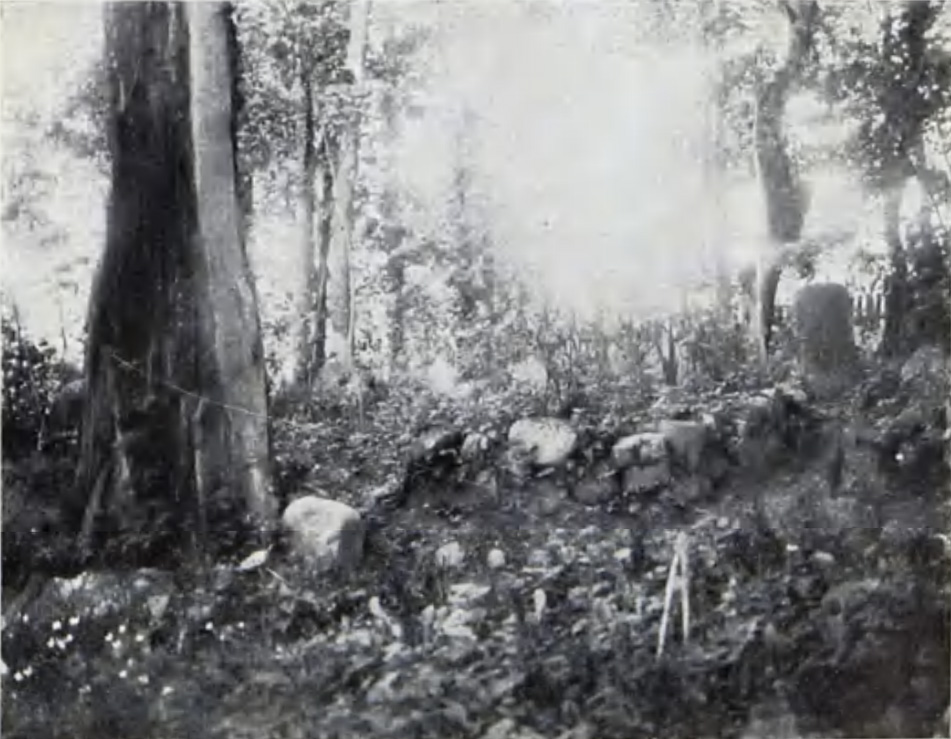
Grób auliji Kontusia na mizarze w Łowczycach (1938)